# Guglielmo Pelizzo
Guglielmo Pelizzo (Faedis, 25 aprile 1904 – Cividale del Friuli, 6 ottobre 1974) è stato un politico italiano, senatore dal 1953 alla morte.
Era padre di Giovanni Pelizzo, presidente della Provincia di Udine dal 1995 al 1999.

## Biografia
Venne eletto senatore nel 1953, nella II legislatura, venendo rieletto fino all VI legislatura (1972); ricoprì il ruolo di sottosegretario alla difesa nella III, IV, e V legislatura (governi Fanfani IV, Leone I, Moro I, Moro II, e Leone II).
Padre di 4 figli: Giovanni Pelizzo, avvocato ed ex presidente della provincia di Udine, Lorenzo Pelizzo dal 1970 al 2014 Presidente della Banca Popolare di Cividale, Luciano Pelizzo, ex funzionario presso la Cassa di Risparmio di Udine e Maria Rosa Pelizzo, chirurgo di fama internazionale, Professore Ordinario di Chirurgia Generale a Padova, Presidente del club delle unità di endocrinochirurgia italiane. 
Fu, inoltre, sindaco di Cividale del Friuli, ininterrottamente, dal 1951 e fino alla sua morte. Uomo simbolo del mondo cattolico in politica, avvocato, uomo di governo e amministratore, attento all'economia ma anche alla cultura, Guglielmo Pelizzo fu, per 11 anni, dal 1963, presidente della Filologica Friulana. Gli viene riconosciuto unanimemente il ruolo di promotore della costituzione delle Frecce Tricolori con sede a Rivolto (Codroipo) e di antesignano dell'apertura alla Slovenia. Fu lui a ripristinare, il 3 novembre, l'omaggio all'Ossario di Caporetto (Slovenia).